# Christoph Andreas Graf von Schwerin von Schwanenfeld
Christoph Andreas Graf von Schwerin von Schwanenfeld, auch Christoph Schwerin (* 2. August 1933 in Prenzlau; † 30. Dezember 1996 in Paris) war ein deutscher Verleger, Herausgeber, Übersetzer, Korrespondent für Radio Bremen und Memoiren-Autor.

## Familie
Christoph war zweiter von fünf Söhnen aus der Ehe von Marianne, geborene Sahm (1907–1988), und Ulrich Wilhelm Graf Schwerin von Schwanenfeld (1902–1944). Er wuchs auf dem familieneigenen Gut in Göhren (heute Teil der Stadt Woldegk) und auf dem  Gut Sartowitz in Westpreußen auf. Nach dem Scheitern des Attentats gegen Hitler am 20. Juli 1944, an dem sein Vater Ulrich Wilhelm maßgeblich beteiligt war, wurde die Familie verhaftet und auseinandergerissen. Zwei seiner Brüder starben noch im Kindesalter. Die beiden anderen Brüder sind der Land- und Forstwirt sowie ehemalige Präsident der Johanniter-Unfall-Hilfe, Wilhelm Graf Schwerin von Schwanenfeld, und der Historiker und Polizeipräsident a. D., Detlef Graf von Schwerin.
Großvater väterlicherseits war der Diplomat Ulrich Carl Wilhelm Graf von Schwerin (1864–1930), die Großmutter Freda Elisabeth Helene Gräfin von Schwerin, geborene v. Bethmann-Hollweg (1876–1959). Der Großvater mütterlicherseits, Heinrich Sahm (1877–1939), war bis 1931 Senatspräsident von Danzig. Als Oberbürgermeister von Berlin wurde er 1936 von den Nazis abgesetzt und als Gesandter nach Oslo geschickt.
Christoph Andreas Graf von Schwerin war zwei Mal verheiratet; aus erster Ehe mit der Verlagsredakteurin Renate, geborene Kulp (1927–2020) stammen drei Kinder. In zweiter Ehe (seit 1977) war er mit Gabriela, geborene Contreiras Nobre de Lacerda (1936–2025), verheiratet.

## Leben
In den Wirren der Nachkriegszeit besuchte Christoph Andreas von Schwerin die Schule Schloss Salem, aus der er zwei Mal wegen unbotmäßigen Verhaltens hinausgeworfen wurde.
Als enger Mitarbeiter von Rudolf Hirsch, Gottfried Bermann Fischer und seiner Frau Brigitte Bermann Fischer, genannt „Tutti“, der Tochter des Verlagsgründers Samuel Fischer, prägte Schwerin das französische Programm im S. Fischer Verlag und war an der Neugründung des Insel Verlages beteiligt. Insbesondere setzte er sich für Paul Celan, Eugène Ionesco, Henri Michaux und Piotr Rawicz ein, an dessen Roman Le Sang du ciel er redaktionell mitarbeitete. Neben Freundschaften zu Theodor W. Adorno, Samuel Beckett, Thomas Bernhard und Christiane Zimmer unterhielt er insbesondere enge Kontakte zur Pariser Literaturszene und gewann Autoren der Éditions Gallimard für deutsche Verlage.
Schwerin war in Paris als Korrespondent für Radio Bremen und in Bonn für die Welt tätig, des Weiteren schrieb er Artikel für die Zeitung Le Monde. Außerdem arbeitete Schwerin auch als Übersetzer von Werken der bereits genannten Autoren Eugène Ionesco und Henri Michaux wie auch Roger Martin du Gard und André Maurois. 1997 erschienen posthum seine Memoiren mit dem Titel Als sei nichts gewesen.

## Werke
- Der goldene Schnitt: Große Erzähler der Neuen Rundschau 1890–1960. S. Fischer, Frankfurt am Main 1960 (2 Bände).
- Als sei nichts gewesen. Erinnerungen. Edition Ost, Berlin 1997, ISBN 3-929161-93-1.